# 2014 OS393
2014 OS393, também escrito como 2014 OS393 (anteriormente designado de e31007AI e e3 no contexto do telescópio espacial Hubble, e PT2 no contexto da missão New Horizons), é um objeto transnetuniano que está localizado no cinturão de Kuiper, uma região do Sistema Solar. Este corpo celeste possui uma magnitude absoluta de 8,3 e tem um diâmetro estimado de 30 à 42 quilômetros. Ele foi anteriormente considerado como um potencial alvo para um sobrevoo da sonda New Horizons.

## Descoberta
2014 OS393 foi descoberto no dia 30 de julho de 2014 pelo telescópio espacial Hubble.

## Órbita
A órbita de 2014 OS393 tem uma excentricidade de 0,025 e possui um semieixo maior de 43,941 UA. O seu periélio leva o mesmo a uma distância de 42,860 UA em relação ao Sol e seu afélio a 45,022 UA.

## Exploração
Após a sonda New Horizons ter completado o seu voo rasante sobre o planeta anão Plutão, esta sonda vai agora ser manobrada para um sobrevoo de pelo menos mais um objeto do cinturão de Kuiper. Foram considerados vários alvos em potencial para receber o primeiro voo rasante da sonda após a mesma ter cumprido com sucesso a sua principal missão que era sobrevoar Plutão. Este pequeno corpo celeste chegou a ser considerado como um dos potenciais alvos para esta futura missão da New Horizons. 2014 OS393 que foi apelidado de PT2 e possuia apenas 7% de chance de ser visitado pela sonda, agora não é mais considerado como um potencial alvo.
Os potenciais alvos para a sonda New Horizons passaram a ser 2014 MU69 que recebeu o apelido de PT1 (com 100% de chance de ser visitado pela New Horizons) e 2014 PN70 que foi apelidado de PT3 (tinha 97% de chance), a sonda tem combustível suficiente para manobrar tanto para 2014 MU69 como para 2014 PN70. O alvo preferido para o sobrevoo é o PT1, mas o PT3, um objeto um pouco maior, também poderia ser alvo de um sobrevoo, a decisão é esperada para ser tomada em agosto de 2015. O objeto 2014 MT69 que também chegou a ser considerado como um potencial alvo foi eliminado para esse objetivo antes do fim de 2014.
Em 28 de agosto de 2015, a equipe da New Horizons anunciou a seleção de 2014 MU69 (mais tarde denominado 486958 Arrokoth) como o próximo alvo para um sobrevoo da sonda.
A espaçonave ultrapassou 2014 OS393 em janeiro de 2019, a uma distância de menos de 0,1 UA (15 milhões de quilômetros). Isso torna 2014 OS393 o segundo objeto transnetuniano mais próximo observado pela New Horizons, depois de Arrokoth.